# الأرشيف اليهودي العراقي
الأرشيف اليهودي العراقي هو عبارة عن مجموعة من 2700 كتاب وعشرات الآلاف من الوثائق التاريخية من الجالية اليهودية في العراق عثر عليها الجيش الأمريكي في قبو مقر استخبارات صدام حسين أثناء الغزو الأمريكي للعراق عام 2003.
تتضمن المجموعة مجموعة متنوعة من الكتب والوثائق النادرة، بدءًا من تعليقات عمرها 500 عام على التلمود إلى الرسائل الشخصية المرسلة خلال الخمسينيات. تم التخلي عن هذه المواد أثناء عملية عزرا ونحميا، عندما قام ما يقرب من جميع اليهود العراقي عاليه ل إسرائيل على شرط (تفرضها الحكومة العراقية) ان يتركوا ممتلكاتهم وراءهم. قامت وكالة المخابرات التابعة للنظام العراقي بعد ذلك بجمع هذه الكتب والوثائق من المعابد ومؤسسات الجالية اليهودية، وخزنتها في النهاية في الطابق السفلي حيث سيعثر عليها الجيش الأمريكي.
الأرشيف محتجز مؤقتًا لدى الولايات المتحدة منذ عام 2003، ومن المقرر نقله بشكل دائم إلى العراق في عام 2018. هذه الخطة مثيرة للجدل: فقد رأى بعض الباحثين في الشرق الأوسط والمنظمات اليهودية أنه بسبب التخلي عن المواد تحت الإكراه، ولأن لا يوجد يهود تقريبًا يعيشون في العراق اليوم، يجب بدلاً من ذلك وضع الأرشيف في إسرائيل أو الولايات المتحدة.

## الاكتشاف والحفظ
تم العثور على الأرشيف من قبل جيش الولايات المتحدة في عام 2003 في قبو غمرته المياه. تم إنقاذها بسبب عملية تجميد الكتب على شاحنات خاصة. بموافقة الحكومة العراقية المؤقتة، تم نقل الأرشيف إلى الأرشيف الوطني للولايات المتحدة في واشنطن العاصمة. بتكلفة 3 ملايين دولار، تم رقمنة الأرشيف وهو متاح بالكامل على الإنترنت. الوثائق مكتوبة باللغات العبرية والعربية واليهودية العربية والإنجليزية. تم دفن بعض مخطوطات الكوشر التالفة بشكل لا يمكن إصلاحه (مثل مخطوطات التوراة والمخطوطات التي تحتوي على كتاب إستر) وفقًا للشريعة اليهودية.

## الجدل حول العودة إلى العراق
إن عهدة الأرشيف الوطني الأمريكي للأرشيف اليهودي العراقي مؤقتة، والولايات المتحدة ملزمة تعاقديًا بإعادة المجموعة إلى العراق. وقد أثار ذلك بعض المعارضة على أساس أن المجموعة تعود بحق إلى يهود العراق، الذين لا يقيمون حاليًا في العراق أي منهم تقريبًا. اقترح هارولد رود، المتخصص في شؤون الشرق الأوسط الذي كان يعمل سابقًا في البنتاغون والذي كان حاضرًا عند العثور على المجموعة، أنه يجب وضعها بشكل دائم في إسرائيل.
في فبراير 2014، أقر مجلس الشيوخ الأمريكي بالإجماع قرارًا يدعو الرئيس باراك أوباما إلى إعادة فتح مفاوضات جديدة حول اتفاقية عودة الأرشيف إلى العراق. في مايو من نفس العام، توصلت حكومتا الولايات المتحدة والعراق إلى اتفاق يقضي بأن تظل معظم عناصر الأرشيف في الولايات المتحدة حتى سبتمبر 2018. في سبتمبر 2017، قالت وزارة الخارجية إنها لن تسعى إلى تمديد الاتفاقية، ولكن في يوليو 2018 عكست المسار وأعلنت أنها ستعمل مع الحكومة العراقية لتأخير عودة الأرشيف.

## روابط خارجية
- موشيه م. شبات، أهمية مجموعة الأرشيف اليهودي العراقي . مقال وكتالوج يحتوي على معلومات، لا تظهر في موقع IJA ، حول عشرات العناصر من أرشيف الرابطة مع انتماء مجتمعي واضح، مما يدل بوضوح على أن دولة العراق قد سرقت هذه العناصر من أصحابها.
- الأرشيف اليهودي العراقي في موقع إدارة المحفوظات والسجلات الوطنية
- بيان صحفي من دار المحفوظات الوطنية الأمريكية عن افتتاح المعرض
- iraqijewisharchives.org موقع مخصص للنضال من أجل عدم إعادة الأرشيف إلى الحكومة العراقية
- خبراء على خلاف بشأن موقع « نقطة اللاعودة» القانوني للأرشيف
- تم إبرام الصفقة على موقع « نقطة اللاعودة» للأرشيف العراقي اليهودي
- إدوارد روثستين، بقايا قلب ونفس الثقافة: وثائق يهودية عراقية في الأرشيف الوطني ، نيويورك تايمز ، 10 نوفمبر 2013.
- إيتامار تسور، 'الوثائق اليهودية يجب أن تُسلم لإسرائيل وليس العراق' ، أخبار إسرائيل الوطنية ، 18 سبتمبر / أيلول 2017.